# Mary Louise Wehman
Mary Louise „Marilee“ Wehman (* 2. Februar 1935 in Chicago als Mary Louise Stepan; † 15. Dezember 2021 in Winnetka, Illinois) war eine US-amerikanische Schwimmerin.

## Leben
Marilee Wehman belegte bei den U.S. Olympic Trials den dritten Platz über 100 m Freistil und qualifizierte sich somit für die Olympischen Sommerspiele 1952 in Helsinki. In Helsinki wurde sie im Wettkampf über 100 m Freistil Siebte und gewann im 4 × 100 m Staffelwettkampf mit dem US-amerikanischen Quartett die Bronzemedaille.
Marilee Wehman besuchte das Barat College und war später mehrere Jahre im Vorstand des United States Olympic & Paralympic Committee tätig. Sie war verheiratet mit Richard Wehman mit dem sie vier Kinder hatte.